# Dipartimento di Mitre
Mitre è un dipartimento argentino, situato nella parte meridionale della provincia di Santiago del Estero, con capoluogo Villa Unión.
Esso confina a nord con i dipartimenti di Aguirre e Salavina, a est con il dipartimento di Rivadavia, a sud con la provincia di Córdoba, e a ovest con il dipartimento di Quebrachos.
Secondo il censimento del 2001, su un territorio di 3.667 km², la popolazione ammontava a 1.813 abitanti.